# Mario Redondo Poveda
Mario Gerardo Redondo Poveda (Cartago, 26 de octubre de 1962) es un abogado y político costarricense, actual Alcalde de Cartago desde 2020. 
Se ha desempeñado como diputado en dos ocasiones. En el período 2002-2006 fue electo con el Partido Unidad Social Cristiana, mismo durante el cual ejerció la presidencia de la Asamblea Legislativa,
En el período 2014-2018 representó al partido de su propia fundación, Alianza Demócrata Cristiana, que previamente lo había postulado como candidato a la Presidencia de la República. Durante su segundo período legislativo, Redondo fue uno de los más acérrimos diputados de oposición al gobierno de Luis Guillermo Solís, siendo sumamente crítico de la gestión de este. Formó parte del grupo conservador conocido como Bloque Cristiano que se oponía a diversos temas polémicos como fertilización in vitro, nuevas regulaciones sobre el aborto, contracepción de emergencia, estado laico y reconocimiento a las uniones de parejas del mismo sexo.
En los elecciones municipales de 2020, resultó electo Alcalde de Cartago con la Alianza Demócrata Cristiana. Posteriormente, en 2024, logró su reelección como alcalde, esta vez con el respaldo del partido provincial Actuemos Ya. 
Cursó la primaria en la Escuela Ascensión Esquivel y la secundaria en el Colegio San Luis Gonzaga de Cartago. Se licenció como abogado en la Universidad Autónoma de Centro América, ha sido consultor del PNUD, OEA, GIZ, BCIE, y Cámara Construcción.

## Cargos ejercidos
- Director de Asesores Legislativos del Partido Unidad Social Cristiana (1990-2002).
- Regidor Municipal en el Concejo Municipal de Cartago.
- Asambleísta Nacional del Partido Unidad Social Cristiana. (1986-1990 a 1990-1994).
- Presidente del Directorio Legislativo (2003-2004).
- Jefe de Fracción PUSC (2002-2003).
- Presidente de la Comisión Especial de Reforma a la Ley General de Aduanas
- Presidente de la Comisión Especial Mixta de Pacto Fiscal. Integrante de la Comisión con Potestad Legislativa Plena Segunda y de Asuntos Jurídicos.
- Presidente Patronato Escolar Kínder Julia Salazar.
- Presidente Patronato Escolar Escuela Jesús Jiménez.
- Miembro de la Comisión de Seguridad de la provincia de Cartago.
- Vicepresidente de la Junta Biblioteca Mario Sancho.
- Miembro de la Asociación Vivienda Jireh.
- Gestor para creación y construcción de colegios de Taras, Dulce Nombre y San Diego.